# Baltiska strömmen

Baltiska strömmen är en nordgående ström i Västerhavet som kan ses som en slags förlängning av det utflöde av vatten som kommer från Östersjön och kommer ut i Kattegatt via Öresund och Bälten. Strömmen fortsätter vidare in i östra Skagerrak. När den når Norge fortsätter den under namnet Norska kustströmmen. Strömmen har ett flöde på 2 500 km3/år (motsvarande ungefär 80 000 m3/s).

## Flöde
Som alla havsströmmar påverkas Baltiska strömmen av en lång rad yttre faktorer. Vanligen flyter Baltiska strömmen norrut utefter svenska västkusten p.g.a. Corioliskraften och vindförhållanden. När östersjövattnet startar sin resa norröver genom sund och bält är salthalten omkring 10 ‰. Uppblandning med det saltare vattnet i Kattegatt ökar salthalten så att det salthalten i norra Kattegatt stiger till omkring 25 ‰. Under färden genom Skagerrak sker ytterligare uppblandning med det saltare nordsjövattnet. Den mindre salta Baltiska strömmen flyter ovanpå det betydligt saltare Kattegatts- och Skagerraksvattnet. Tjockleken på den Baltiska strömmen utanför svenska kusten kan ofta vara 10-15 meter. Mellan strömmen och det saltare vattnet finns ett språngskikt. Under speciella förhållanden, som till exempel vid längre perioder av ostlig vind, kan Baltiska strömmen breda ut sig över större delar av Kattegatt och Skagerrak. Strömmen är snabbast några sjömil ur från svenska kusten. Hastigheten varierar, men är vanligen under 1 m/s.

## Ekologi
I takt med att vattnet rör sig norrut och blir saltare blir det mer artrikt.